# The MDNA Tour
The MDNA Tour foi a nona turnê da cantora estadunidense Madonna, feita em suporte ao seu décimo segundo álbum de estúdio MDNA (2012). A excursão percorreu arenas e estádios pela Ásia, Europa, América do Norte e do Sul ao longo de 88 concertos, começando em 31 de maio de 2012 no Itztadion Ramat Gan em Ramat Gan, Israel, e encerrando-se em 22 de dezembro do mesmo ano no Estadio Mario Alberto Kempes em Córdova, Argentina. Rumores de que a artista embarcaria em uma excursão começaram no início de 2011, contudo, a confirmação apenas ocorreu no ano seguinte, após sua apresentação durante o show do intervalo do Super Bowl XLVI. Em sua quinta colaboração com a Live Nation, Madonna levou a The MDNA Tour a diversos países da Eurásia e das Américas, e regiões que ainda não havia se apresentado, como Escócia, Emirados Árabes Unidos, Ucrânia e Colômbia. Foi também a segunda vez que a artista se apresentou na Turquia após a The Girlie Show em 1993. Uma série de concertos na Austrália foi planejada para o início de 2013, mas acabou sendo cancelada.
Descrita como "uma combinação entre o teatro musical cinematográfico, e, ocasionalmente, arte performática", os espetáculos foram divididos em quatro segmentos temáticos: Transgression, Prophecy, Masculine/Feminine e Redemption. Enquanto, os figurinos foram concebidos por estilistas como Arianne Phillips e Jean Paul Gaultier. A turnê foi recebida com análises positivas de críticos de música e entretenimento, que destacaram a sua estrutura e apresentações, mas a ausência de sucessos antigos e a inclusão de faixas de MDNA no repertório, foram criticadas. A The MDNA Tour foi marcada por controvérsias devido ao uso de armas de fogo, violência, nudez e o teor político das declarações de Madonna. Marine Le Pen, política francesa de extrema-direita, moveu uma ação judicial contra Madonna após a exibição de um vídeo no qual a artista a comparava a Adolf Hitler. Na França, o concerto realizado no teatro Olympia, em Paris, gerou descontentamento entre os fãs por sua curta duração. Ao apoiar abertamente o grupo feminista Pussy Riot, criticar as leis "anti-gay" e marginalização da comunidade LGBTQ+ na Rússia, a atitude da cantora desencadeou uma série de críticas vindas da extrema-direita conservadora do país.
Após sua conclusão, a The MDNA Tour arrecadou 305,2 milhões de dólares com 88 apresentações, sendo a turnê mais lucrativa de 2012 e tornou-se a décima de maior bilheteria de todos os tempos. Madonna também venceu o troféu de Melhor Artista em Turnê durante o Billboard Music Awards de 2013. Os dois concertos realizados no American Airlines Arena, em Miami, foram gravados e em seguida transmitido sob o título de Madonna: The MDNA Tour pelo canal a cabo Epix. Um álbum ao vivo, intitulado MDNA World Tour, foi lançado no dia 10 de setembro de 2013 em vários formatos: CD duplo, DVD e Blu-ray.

## Antecedentes

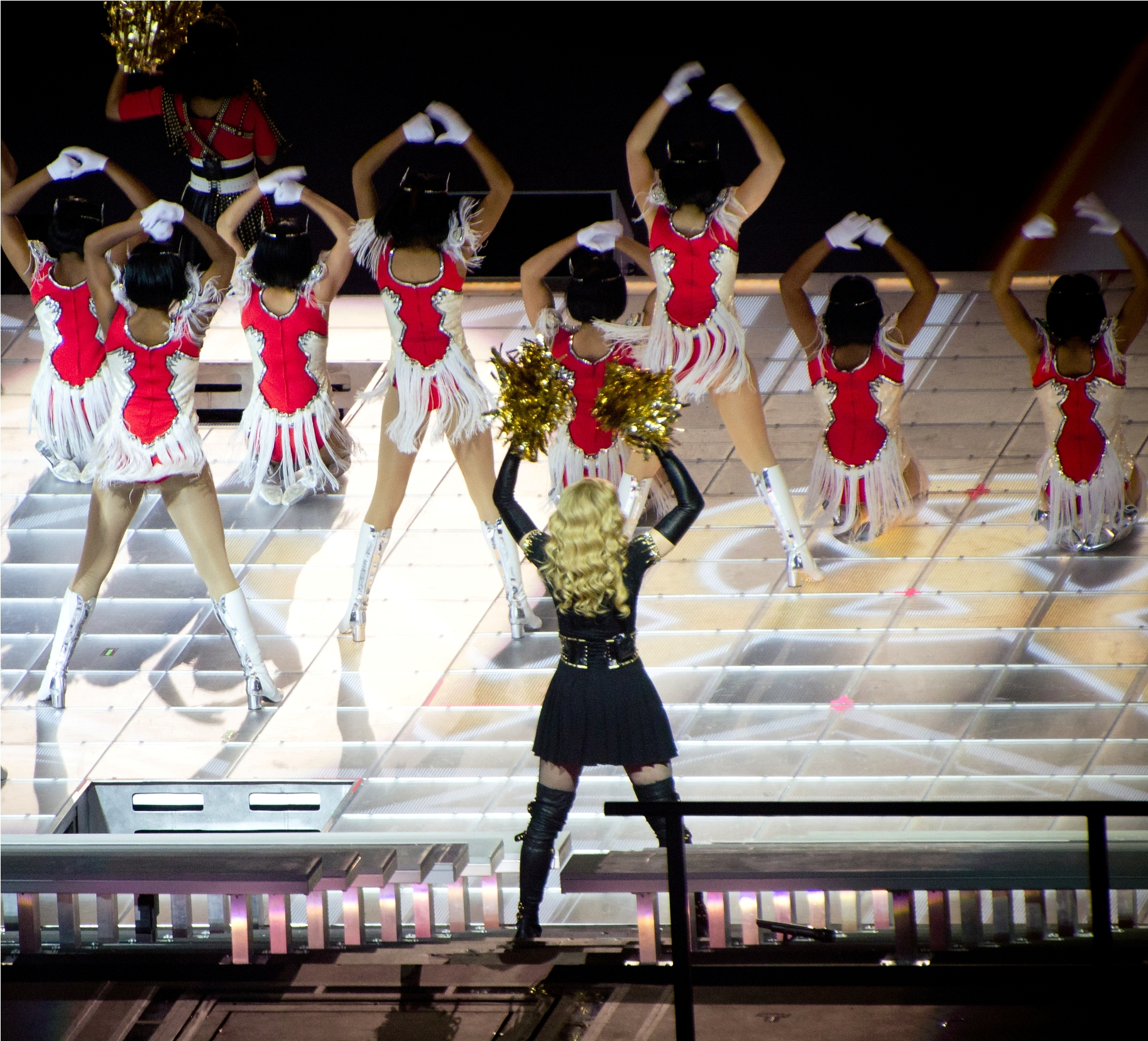
Madonna se apresentando durante o show do intervalo do Super Bowl XLVI, dois meses antes de iniciar a The MDNA Tour.

Em 31 de janeiro de 2011, a MTV News informou que Madonna estava planejando sair em turnê com o elenco da série de televisão norte-americana Glee, mas este rumor foi desmentido por fontes próximas da cantora. Em outubro, o fã site DrownedMadonna divulgou um cronograma de uma suposta turnê, com apresentações em Auckland, Singapura, Tailândia, Filipinas, China, Coreia do Sul, Japão, Abu Dhabi e Tel Aviv. Posteriormente, Liz Rosenberg, publicitária de Madonna, negou a veracidade da informação. Um mês depois, Madonna fez uma parceria com a Smirnoff para criar o concurso global de dança "Smirnoff Nightlife Exchange Project". No Roseland Ballroom, em Nova Iorque, ela, acompanhada por seus coreógrafos e pelo empresário Guy Oseary, fizeram audições com vários dançarinos e o ganhador teria a oportunidade de integrar sua próxima turnê. Charles "Lil Buck" Riley foi o vencedor do concurso, sendo selecionado entre onze finalistas.
Em 5 de fevereiro de 2012, Madonna se apresentou no show do intervalo do Super Bowl XLVI no Lucas Oil Stadium em Indianápolis, Indiana. No dia seguinte, foi divulgado as primeiras datas da turnê, intitulada "2012 World Tour". Arthur Fogel, executivo da Live Nation, afirmou que essa seria a turnê de Madonna com o maior número de apresentações. Percorrendo 26 nações da Europa antes de seguir para as Américas e finalizando na Austrália no início de 2013. Essa seria a segunda que a artista se apresentaria na Austrália após a The Girlie Show em 1993. Os concertos foram agendados em arenas, estádios e "locais ao ar livre", como o Plaines d'Abraham, na cidade de Quebec. O décimo segundo álbum de estúdio de Madonna, MDNA, foi lançado em 26 de março de 2012. No dia seguinte, através do Twitter a artista celebrou o lançamento do disco, interagiu com os fãs e divulgou o nome da excursão: The MDNA Tour. Nos Estados Unidos, a compra de ingressos online teve como bônus uma cópia digital ou física de MDNA. Segundo Fogel, cerca de 30% dos adquirentes solicitaram o álbum gratuitamente. O The Wall Street Journal informou que entre 200 e 250 mil cópias foram distribuídas junto aos ingressos.
No dia 18 de julho, foi anunciado o cancelamento dos concertos na Austrália. Um porta-voz declarou que "a turnê de Madonna terminará na América do Sul em dezembro, conforme o previsto. Isso é tudo o que podemos dizer". A notícia foi recebida de forma negativa pelos fãs australianos, que manifestaram sua frustração nas redes sociais. Então, a cantora divulgou um áudio no YouTube se desculpando com os fãs. Na gravação, enfatizou que seus filhos são sua prioridade e compartilhou as dificuldades de conciliar a vida artística com a maternidade. "Por favor, me perdoem. Quando eu for à Austrália, farei a espera valer a pena com um concerto espetacular. Não me esqueci de vocês", declarou.

## Desenvolvimento

### Concepção e ensaios
A The MDNA Tour foi a quinta turnê de Madonna em colaboração com a Live Nation, sendo inicialmente discutida no verão de 2010, após diversas conversas entre o arquiteto Mark Fisher com Guy Oseary e Arthur Fogel. Jake Berry, que trabalhou na excursão U2 360° Tour (2009–2011) da banda irlandesa U2, também participou das reuniões iniciais, com a estrutura financeira e logística sendo definidas no final daquele ano. Fogel destacou que as turnês de Madonna evoluíram para verdadeiros "marcos culturais", distinguindo-se como uma forma singular de atingir o público-alvo e gerar ampla cobertura midiática. Em um bate-papo no Facebook com Jimmy Fallon, Madonna revelou que não repetiria nenhuma das apresentações do Super Bowl na digressão, a qual descreveu como "uma combinação entre o teatro musical cinematográfico, e, ocasionalmente, arte performática". Afirmando ainda que os concertos seriam estruturados em quatro segmentos temáticos – Transgression, Prophecy, Masculine/Feminine e Redemption –, característica comum em suas turnês. Incluindo que o espetáculo seria "bastante violento". Para a excursão, Jamie King foi selecionado como diretor artístico, Kiley Dean e Nicki Richards como vocalistas de apoio, Monte Pittman (que já havia trabalhado com Madonna) como guitarrista, além de contar com mais de 15 dançarinos. A cantora convidou o slackliner Andy Lewis para integrar a turnê, mas o mesmo acabou recusando a oferta. A banda basca Kalakan, a qual a musicista teve conhecimento enquanto estava de férias em Guéthary, foi contratada para se apresentar com ela durante a versão retrabalhada de "Open Your Heart".
Ainda durante a pré-produção, os ensaios ocorreram em um armazém desativado em Manhattan, adaptado como um estúdio. Em 27 de maio de 2012, os dançarinos começaram a ensaiar com a montagem completa do palco no Nassau Veterans Memorial Coliseum, em Uniondale. A qual Madonna caracterizou como "brutais" e "violentos", divulgando, por meio de sua conta no Facebook, fotos que evidenciavam hematomas em seu corpo. Imagens e vídeos dos ensaios no Itztadion Ramat Gan, em Tel Aviv, foram divulgadas na internet, confirmando a inclusão de canções como "Celebration" e "Express Yourself", sendo esta última apresentada em uma mescla-musical com "Born This Way" (2011), de Lady Gaga, cuja progressão de acordes de ambas é similar. Vários repertórios também circularam na internet, até que, em 14 de maio a MTV divulgou oficialmente as canções presentes na turnê. A The MDNA Tour teve início no dia 31 de maio de 2012 em Tel Aviv, sendo concluída em Córdova em 22 de dezembro. Ao explicar sua escolha de iniciar a turnê em Israel, Madonna afirmou: "Decidi começar aqui [em Israel] por uma razão muito específica e significativa [...] o Oriente Médio e os conflitos que ocorrem nessa região há milhares de anos têm que chegar ao fim".

### Palco e figurinos
A empresa Stageco foi responsável pelo desenvolvimento, fabricação e montagem do palco utilizado na The MDNA Tour, que foi projetado em forma triangular e contava com uma passarela que circundava a área VIP central, elevando-se a 2,4 m acima do público. Além de contar uma matriz de elevadores e dois "carrinhos de mineração" que corriam sobre trilhos em áreas baixas demais para caminhar e que eram empurrados para ganhar impulso. Sua estrutura de seis andares de altura garantia que até mesmo os espectadores mais distantes pudessem ter uma visão clara de Madonna. Uma coberta feita com estrutura inflável, composta por 11 almofadas cheias de ar e com cerca de 1.100 m², foi utilizada para os concertos ao ar livre. A estrutura, desenvolvida sob medida, destacava-se pela facilidade de montagem e pela proteção oferecida contra condições climáticas, sendo fabricado pela Buitink Technology em colaboração com a European Future Structures NV.

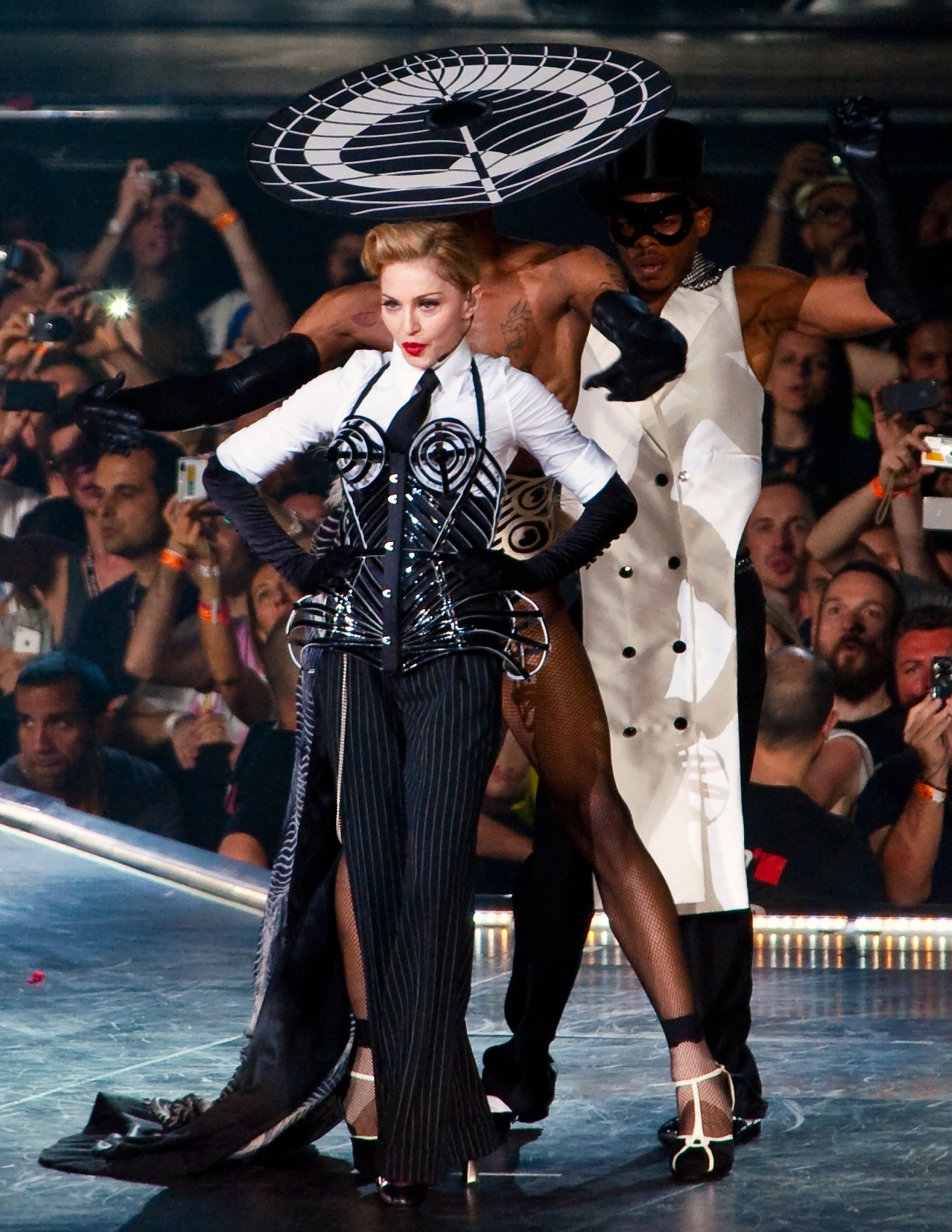
Para a apresentação de "Vogue", Madonna usou um espartilho cônico criado por Jean Paul Gaultier.

O palco contava com oito telões de vídeo rotativos e rastreáveis, considerados os maiores já criados para um espetáculo. Destacava-se também uma matriz de elevadores multicoloridos de LED, desenvolvida pela Tait Tower, composta por 36 cubos que se deslocavam verticalmente até 2,5 metros, permitindo a formação de superfícies planas, plataformas elevadas, degraus ou escadas. A turnê contou com diversos acessórios e cenários, a exemplo de um turíbulo, um confessionário de grandes proporções, um quarto de motel móvel, armas cenográficas – como um fuzil Kalashnikov e Uzis – além de lustres e espelhos cinéticos. Quatro aviões foram necessários para transportar a estrutura entre os países.
Dentre os estilistas que trabalharam nos figurinos da turnê, estavam Arianne Phillips, Jean Paul Gaultier, Jeremy Scott e Alexander Wang. A Dolce & Gabbana concebeu os trajes usados pela banda e pelas vocalistas de apoio, enquanto 700 pares de sapatos foram fornecidos pela Prada, Miu Miu e Truth or Dare. Entre os figurinos criados por Phillips, estão um vestido confeccionado em malha de metal com cristais Swarovski, inspirado em Joana D'Arc, e uma vestimenta de majorette dos anos 40. A qual destacou que um dos aspectos mais admiráveis da cantora é sua "criatividade prolífica"; "seja na direção de projetos ou em seu trabalho artístico durante uma turnê, a atenção meticulosa aos detalhes é a mesma". Para a apresentação de "Vogue", Jean Paul Gaultier criou um espartilho cônico complementado por uma camisa branca, gravata preta e luvas longas. O traje é uma referência ao usado por Madonna durante a Blond Ambition World Tour (1990), "mas refeito em três dimensões, com acabamento interno em couro metálico e couro envernizado no exterior", segundo o estilista. Além disso, a grife Hervé Leger by Max Azria desenvolveu arnês sob medida, a Truth or Dare criou lingeries exclusivas e a J Brand fabricou diversos pares de jeans customizados. Ao longo do espetáculo, a cantora trocava de figurino oito vezes.

### Multimídia e vídeos
Madonna contratou a empresa canadense de multimídia Moment Factory para desenvolver os visuais da turnê, marcando sua segunda colaboração com a companhia após o show do intervalo do Super Bowl XLVI. A equipe teve um prazo de quatro meses para desenvolver conceitos, criar designs e produzir conteúdos visuais para doze canções, entre as quais "Papa Don't Preach", "Express Yourself", "Vogue", "I'm a Sinner", "Like a Prayer" e "Celebration". O processo envolveu animações 2D e 3D, complementadas por filmagens na Índia, Nova Iorque e Montreal. Segundo Johanna Marsal, da Moment Factory, após as canções serem atribuídas-lhes, a equipe realizou uma reunião com os diretores e coreógrafos para definir ideias centrais. Depois, desenvolveram moodboards, que passaram pela aprovação da cantora. Os visuais foram concebidos com base no que Madonna e os dançarinos vestiriam em palco, assim como a experiência do público ao assistir ao espetáculo ao vivo. Marsal recordou que, em algumas ocasiões, a cantora apresentava palavras específicas de canções, e que o trabalho da equipe era desenvolver um conceito a partir delas. Também lhes era dada "ampla liberdade e flexibilidade", colaborando diretamente com os cenógrafos e os responsáveis pela iluminação.
O segmento de abertura, "Girl Gone Wild", decorria em uma igreja hiper-realista, onde a Moment Factory desenvolveu uma pintura fosca em 3D de uma catedral ornamentada. Os efeitos visuais de "Gang Bang", com cenas de sangue, foram filmados ao longo de três dias em Montreal. Para a apresentação de "I'm a Sinner", a cantora desejava uma "atmosfera psicadélica", e a Moment Factory filmou cenas na Índia a partir da traseira de um trem. Os visuais de "Celebration" foram definidos como "uma explosão vibrante de cores e emoções". Tom Munro e Johan Söderberg desenvolveram o interlúdio de "Nobody Knows Me", que transformava o rosto de Madonna em figuras icônicas, como Hu Jintao, Sarah Palin e o Papa Bento XVI. Segundo a cantora, a obra abordava a intolerância e o julgamento precipitado entre as pessoas. Munro também criou um vídeo de Madonna se escondendo de palhaços mascarados em um elegante quarto de hotel, exibido durante "Justify My Love". Para a mescla-musical de "Express Yourself"/"Born This Way", foram usadas imagens de Roy Lichtenstein e um vídeo de monstros a engolir latas, contendo também referências a turnê Blond Ambition World Tour e ao icônico raio de David Bowie. Sal Cinquemani, da Slant Magazine, interpretou isso como uma provocação dirigida a Lady Gaga, já que "monstros" é a forma como Gaga se refere aos seus fãs. O logotipo da revista Vogue apareceu nos telões durante a apresentação da canção homônima. Além disso, vídeos de Lil Wayne, Nicki Minaj e M.I.A. foram exibidos em "Revolver", "I Don't Give A" e "Give Me All Your Luvin'", respectivamente. Segundo Stefaan Desmedt, um dos maiores desafios foi a projeção dos vídeos nos elevadores em formato de cubo. Para isso, foi utilizado um controlador DR desenvolvido pela United Visual Artists (UVA), adaptado especificamente para ajustar os visuais aos telões. Destacou também que trabalhar em uma turnê de Madonna foi uma experiência única devido ao "seu caráter teatral".

## Sinopse do concerto
Dividido em quatro segmentos distintos: Transgression, Prophecy, Masculine/Feminine e Redemption, o espetáculo é iniciado com sinos de igreja, monges encapuzados, uma cruz cristã, um gigantesco incensário dourado e três homens de manto entoando solenamente "Maa-doo-naa". Em seguida, a cantora responde com o início da oração recitada pelos católicos durante a confissão. Ao som de vidros se estilhaçando, ela emerge em um traje de couro preto cantando "Girl Gone Wild". Então, os monges, despidos dos mantos, dançam sem camisa, com calças justas e botas de salto alto cobertas de lantejoulas. Em "Revolver", Madonna surge armada com uma réplica de um rifle de assalto, cercada por dançarinas de atitude "durona" e também armadas. O clima de tensão se mantém em "Gang Bang", cuja apresentação se desenrola em um quarto de motel, onde a intérprete encena um intenso combate corpo a corpo antes de matar um dos intrusos com um tiro na cabeça. Ao decorrer de "Papa Don't Preach", homens-fera surgem no palco para acorrentar a cantora e empurrá-la de um lado para o outro. Enquanto fazem isso, ela canta "Hung Up" e anda sobre um slackline. Durante o número seguinte, Madonna, acompanhada por músicos bascos, toca guitarra enquanto apresenta "I Don't Give A". Nicki Minaj faz uma participação especial por meio de um vídeo exibido no telão. O bloco se encerra ao som de "Heartbeat" e "Best Friend", enquanto os dançarinos se contorcem antes de se unirem, ligados por membros retorcidos, para formar uma escultura viva.
O segundo ato, Prophecy, é iniciado com Madonna vestida como uma majorette da década de 1940, torcendo seu bastão e cantando "Express Yourself" com um grupo de dançarinas vestidas do mesmo modo. Durante o número, trechos de "Born This Way", de Lady Gaga, e "She's Not Me" também são cantados. Em seguida, "Give Me All Your Luvin'" é apresentado, com bateristas suspensos no ar. Enquanto clipes clássicos se alternavam nos telões, o som de um rádio vintage tocava um ou dois segundos de alguns dos maiores sucessos de Madonna: "Holiday", "Into the Groove", "Lucky Star", "Like a Virgin", "4 Minutes", "Ray of Light" e "Music". A artista reaparecia para cantar "Turn Up the Radio" e novamente com o trio Kalakan, apresentava "Open Your Heart" e "Sagarra Jo!" como uma cena de rua francesa. Nesse ponto do concerto, Madonna saudava a plateia e inseria uma mensagem política ou social, que mudava de acordo com o local, mantendo o argumento e referindo-se à santidade do indivíduo e ao direito de ser quem se é sem censura, de dizer sem medo o que se sente. Cada pessoa era uma obra-prima – e "Masterpiece" era a canção seguinte. O vídeo do interlúdio entre essa seção e a seguinte, Masculine/Feminine, retratava o retorno dos bandidos que haviam perseguido a cantora durante "Girl Gone Wild". Eles faziam uma mímica de um clipe de Madonna (como Lana Turner) cantando um remix de "Justify My Love", feito por William Orbit. A artista retornava ao palco para cantar "Vogue", usando o espartilho cônico refeito por Gaultier. Durante a mescla-musical de "Candy Shop" e "Erotica", Madonna fazia um sensual pas de deux com o dançarino Brahim Zaibat, no ambiente de um bordel parisiense. Em "Human Nature", insinuava um striptease enquanto, no telão atrás de si, um homem de terno fazia um furo na parede para vê-la melhor. O momento era seguido por "Like a Virgin", que Madonna cantava apoiada em um piano tocado por Ric'key Pageot, com a melodia de "Evgeni's Waltz", do filme W.E. (2011).
Durante um remix de "Nobody Knows Me", slackliners vestindo um macacão alaranjado que remetia à prisão estavam se apresentando, quando cinco "guardas" começavam a espancá-los. Enquanto isso, no telão, era exibido um vídeo de rostos sobrepostos ao de Madonna. A cantora aparecia em um vestido de batalha em estilo medieval para cantar "I'm Addicted" e "I'm a Sinner". Durante essa última, ela e os dançarinos ficavam sobre cubos na frente de uma gravação de uma ferrovia na Índia, criando a ilusão de que estavam sobre os trens, os dançarinos também saltavam e se atiravam uns nos outros entre os cubos. Em "Like a Prayer", a artista, juntamente com os mesmos dançarinos, trajava túnicas e simultaneamente os telões exibiam alternadamente imagens de igrejas e escrituras hebraicas. Tendo retirado o traje medieval, a cantora aparecia em um cubo elevado para apresentar a canção de encerramento, "Celebration", usando calça preta e tênis, enquanto convidava a plateia a "se unir à festa".

## Análise da crítica

### Ásia e Europa
Em resenha ao concerto em Tel Aviv, Niv Elis, do The Jerusalem Post, descreveu-o como uma "afronta ao bom senso", acrescentando que: "Todos têm suas opiniões sobre a estudiosa da Cabala e fashionista da música pop, mas uma coisa é inegável: esta mulher sabe como fazer um ótimo espetáculo". Ao The National, Saeed Saeed enfatizou que a turnê era "visualmente deslumbrante", destacando ainda, que "ao contrário da Sticky & Sweet Tour, onde a cantora ironizava a si mesma e suas diferentes facetas, a [MDNA] apresentou momentos sombrios e intimidadores". Marie Louise-Olson, do mesmo veículo, notou que Madonna "demonstrava uma energia contagiante e parecia estar em sua melhor forma física até então". Peter E. Muller, do jornal alemão Berliner Morgenpost, disse que o concerto era de uma "estrutura grandiosa" e que "Madonna ao vivo em 2012 ainda é épico e inigualável". Ingo Schmidt, da estação de rádio WDR 2, referiu-se ao espetáculo como "provocante e sensual", ressaltando que a cantora continua "arrasando mesmo depois de 30 anos". Neil McCormick, do The Daily Telegraph, definiu a MDNA Tour como "uma produção caracteristicamente sensacionalista e multifacetada de Madonna, fundindo sexo, violência, religião e política, resultando em algo estranho, mas interessante". "A teatralidade da apresentação de Madonna foi mais que suficiente para agradar os 11 mil espectadores", disse Kat Keogh ao tabloide Birmingham Mail. Em resenha ao concerto em Barcelona, Luis Hidalgo do El País, afirmou: "Madonna evidencia sua inteligência, feminilidade e elegância em um espetáculo vibrante e deslumbrante". Conforme Beverley Lyons, do Daily Record, a "extraordinária" MDNA Tour apresentou um "aspecto mais delicado da Rainha do Pop".
Schmidt também elogiou as apresentações de "Like a Prayer", a qual descreveu como "tão emocionante quanto o videoclipe original de 1989", e "Celebration", por sua "animação contagiante". Enquanto, Neil McCormick, do The Daily Telegraph, considerou "Like a Virgin" o "melhor momento" da noite. Hidalgo destacou a colaboração especial do trio basco Kalakan nas canções "Open Your Heart" e "Masterpiece". Já Gary Flockhart, do The Scotsman, disse que a apresentação de "Express Yourself" aliviou o "clima de tensão" após o segmento Transgression; dando ênfase a "Open Your Heart", "Vogue" e "Like a Prayer", concluindo que, embora "teria sido ótimo ouvir mais sucessos clássicos da cantora". Elis mencionou que a apresentação de "Give Me All Your Luvin'" foi um dos momentos mais surpreendente de todo o espetáculo, elogiando a mescla-musical de "Candy Shop" e "Erotica", que "apresentou Madonna em sua melhor forma".
A equipe do Blick apontou que "[Madonna] apresentou um espetáculo meticulosamente ensaiado, com pouca espontaneidade". Em resenha ao concerto em Londres, John Aizlewood do Evening Standard, expôs que Madonna "explorou um dos maiores catálogos da música popular de forma ocasional e relutante", o que foi considerado decepcionante pelo autor. Giulia Blasi, da edição italiana da Vogue, descreveu o concerto como "grandioso, impressionante, um pouco exagerado e claramente custoso", também criticou "a má qualidade do som para quem não estava diretamente em frente ao palco" e ressaltou os "vocais estáveis em meio a apresentações bem coreografadas". Ao The Independent, Simon Price registrou: "Para uma mulher que canta – ou simula – sobre sexo, Madonna sempre transmitiu a ideia de um trabalho frio e exaustivo". Para Natalie Shaw, do The Arts Desk; "A 'The MDNA Tour' apresenta Madge comprometendo de forma desastrosa a energia até mesmo de seus maiores sucessos". Michael Hubbard, do musicOMH, criticou os vocais da cantora e disse que "o espetáculo carecia de ânimo o tempo todo". No livro, Ageing, Popular Culture and Contemporary Feminism: Harleys and Hormones (2014), Imelda Whelehan e Joel Gwynne destacaram que a "MDNA Tour recebeu ampla cobertura midiática, sobretudo no Reino Unido".

### América do Norte
Colleen Nika, da Rolling Stone, caracterizou o concerto como "ambicioso", acrescentando que "ninguém domina o cenário pop como Madonna, e ninguém, nem mesmo hoje, o faz com mais estilo". Ao The New York Times, Jon Pareles elogiou a energia e a estrutura do espetáculo, mas ficou decepcionado pela escolha limitada de alguns clássicos. "A mais recente reinvenção de Madonna talvez seja a mais impactante até agora [...] com uma apresentação de quase duas horas que expressa de forma única seu estado de espírito atual", afirmou Glenn Gamboa ao Newsday. Escrevendo para o The Seattle Times, Sharon Pian Chan comentou que se "há uma palavra a ser dita após o deslumbrante evento na noite de terça-feira, é 'respeito'", na mesma publicação, Andrew Matson caracterizou-o como "duas horas repletas de sucessos de uma carreira extraordinária, com cenários luxuosos e coreografias bem elaboradas". Em resenha ao concerto em Montreal, Marc-André Lemieux do Le Journal de Montréal, destacou-o como "por vezes sinistro, por vezes animado, mas sempre envolvente e provocativo". Mark Segal Kemp, da Creative Loafing, descreveu a turnê como um grande espetáculo teatral, repleto de conceitos e apresentações que variam entre o meticuloso e o enigmático. Algo também notado por Aidin Vaziri, jornalista do San Francisco Chronicle, a qual descreveu como "uma apresentação magistralmente produzida e visualmente deslumbrante". Já a imprensa colombiana considerou os concertos em Medellín como "históricos" e "sem precedentes".
Em publicação ao Las Vegas Review-Journal, Jason Bracelin afirmou: "Madonna, recém-saída de um divórcio difícil e lançando um álbum dos mais ousados de sua carreira, nunca esteve tão humana ou humanizada". Completando que a cantora "transforma sucessos do passado em algo completamente novo". Jon Pareles destacou a "rivalidade profissional" que surgiu quando Madonna cantou "Born This Way", de Lady Gaga, durante "Express Yourself". Enquanto, Ross Raihala criticou os arranjos de clássicos a qual disse "que não funcionaram muito bem", bem como a inclusão de muitas faixas de MDNA. Em contraste, Segal Kemp declarou que "quem vai a um concerto de Madonna esperando ouvir apenas grandes sucessos ficará tão frustrado quanto os fãs de Bob Dylan que desejam escutar versões fiéis de 'Blowin' in the Wind' e 'Mr. Tambourine Man' [...] suas canções menos conhecidas são tão ousadas quanto seus grandes sucessos, por vezes até mais". Similarmente, Lemieux elogiou Madonna por "pensar fora da caixa", ressaltando as apresentações de "I Don't Give A" e "Turn Up the Radio", que, em sua opinião, ganharam um "destaque especial" com o uso da guitarra elétrica. Ben Crandell, do Sun-Sentinel, destacou "Express Yourself", "Open Your Heart", a "elegante" "Vogue" e "Like a Virgin".
Sal Cinquemani, da Slant Magazine, descreveu o terceiro segmento, Masculine/Feminine, como o "clímax criativo" do espetáculo, embora criticou a versão reduzida de "Papa Don't Preach" e a apresentação de "Hung Up". Vaziri acrescentou que "o concerto foi ótimo, mas o repertório era terrível". Apesar de considerá-la "maravilhosamente coreografada e impecavelmente", Carolyn Ganz, da Spin, considerou a MDNA Tour a turnê "menos coesa" da cantora desde a Drowned World Tour (2001). De maneira similar, Bracelin ressaltou que "havia tanta coisa acontecendo, tanto musicalmente quanto no palco, que o concerto em alguns momentos parecia desconexo". Em sua resenha ao The Mercury News, Jim Harrington, registrou: "O repertório deixou a desejar. As novas canções eram pouco memoráveis. Os clássicos foram apresentados com novos arranjos, a maioria era horrível. Além disso, a teatralidade, um elemento essencial, variou entre o terrível e o monótono". Em 2015, a The MDNA Tour foi classificada como a sétima melhor excursão de Madonna por Gina Vivinetto, da The Advocate, e Christopher Rosa, do VH1, a qual comentou: "Madonna mostrou sua indignação com intensidade na MDNA Tour, que se revela um espetáculo sólido, com temas habituais como sexo e religião". Em seu artigo para a Billboard, Sal Cinquemani considerou-a a quarta melhor turnê de Madonna: "Após sua memorável apresentação no intervalo do Super Bowl XLVI, o grandioso espetáculo se destacou como um dos mais ambiciosos e marcantes de sua trajetória".

## Recepção comercial
Os ingressos para a The MDNA Tour começaram a ser vendidos logo após a apresentação da cantora no Super Bowl. Os membros do Icon, o fã-clube oficial de Madonna, tiveram acesso antecipado aos ingressos e pacotes VIP. Nos Estados Unidos, os preços variavam entre 45 e 350 dólares, com pacotes premium chegando a cerca de 600. Madonna rebateu as críticas aos valores afirmando que "as pessoas gastam dinheiro com itens extravagantes, como bolsas. Então, trabalhe durante o ano, economize e venha ao meu concerto. Eu garanto que valho a pena". Segundo Zeba Blay, da Digital Spy, as entradas para os espetáculos esgotaram-se "em segundos" em cidades como Istambul, Montreal, Ottawa, Saint Paul, Houston, Dallas, Phoenix e Los Angeles. No dia 19 de abril, a Billboard divulgou que mais de 1,4 milhão de ingressos já tinham sido vendidos, gerando uma arrecadação de aproximadamente US$ 214 milhões. Arthur Fogel, da Live Nation, afirmou que a MDNA Tour estava "para figurar entre as 10 maiores turnês da história". Os 22 mil bilhetes para o concerto em Abu Dhabi se esgotaram em poucas horas, após fãs formarem filas desde cedo, segundo o The National. Isso levou os organizadores a marcarem uma segunda data. Os 50 mil tíquetes disponíveis em Istambul foram vendidos em quatro dias, enquanto as apresentações em Berlim e Amsterdã tiveram suas entradas esgotadas em poucas horas e apenas 30 minutos, respectivamente.

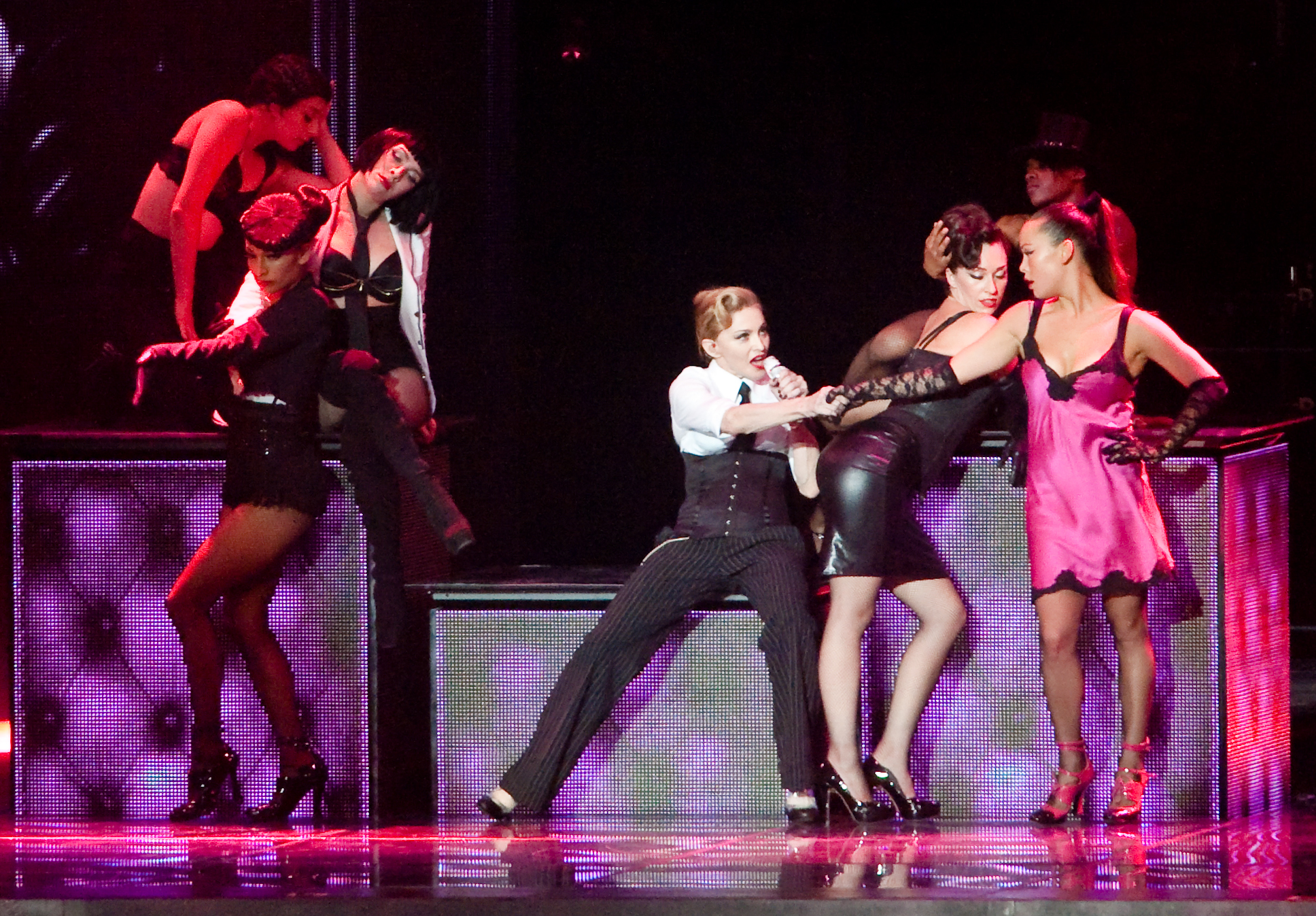
Após sua conclusão, a The MDNA Tour arrecadou 305,2 milhões de dólares com 88 apresentações, tornando-se a décima turnê de maior bilheteria de todos os tempos. Na imagem, Madonna apresenta "Candy Shop" durante o terceiro segmento, Masculine/Feminine.

A The MDNA Tour também foi bem-sucedida comercialmente nos Estados Unidos, com os 60 mil ingressos no Yankee Stadium se esgotando em 20 minutos, resultando na adição de uma segunda data. As 14 mil entradas para o espetáculo em Kansas City se esgotaram em 12 minutos, enquanto em Houston, os tíquetes esgotaram em menos de uma hora, levando à inclusão de uma segunda data. Em Montreal, 16 mil bilhetes foram adquiridos em apenas 20 minutos; no Plains of Abraham, em Quebec, foi registrado em apenas uma hora a venda de 65 mil. Já em Ottawa, no Scotiabank Palace, 15 mil ingressos se esgotaram em 21 minutos, tornando-se a venda mais rápida de um concerto na história da arena, batendo o recorde anterior pertencente ao AC/DC em 2009. As entradas para o primeiro concerto na Cidade do México esgotaram em duas horas e quinze minutos na pré-venda. Já para o segundo concerto, 6 500 bilhetes foram vendidos em tempo recorde de cinco minutos. Segundo a RCN Radio, a procura por ingressos para a primeira apresentação da artista em Medellín foi extraordinária. Durante a pré-venda, 38 mil vendas foram realizadas. No Brasil, a demanda também foi expressiva, com mais de 100 mil tíquetes esgotados em apenas dois dias. Segundo a Digital Spy, a MDNA Tour teve um desempenho superior a Born This Way Ball, de Lady Gaga, na América do Sul, mesmo com valores consideravelmente mais elevados.
Após sua conclusão, a The MDNA Tour arrecadou US$ 305,2 milhões em 88 concertos esgotados, tornando-se a décima turnê de maior arrecadação da história e a segunda entre artistas femininas, atrás apenas da Sticky & Sweet Tour da própria Madonna. A Billboard classificou a digressão como a mais lucrativa de 2012, marcando a terceira vez que a cantora lidera a lista, após 2009 e 2004. Além disso, se tornou uma das poucas artistas, ao lado de Rolling Stones, Grateful Dead e Bon Jovi, a liderar o ranking duas vezes em três anos. Madonna também venceu o troféu de Melhor Artista em Turnê durante o Billboard Music Awards de 2013.

## Controvérsias

### Questões políticas

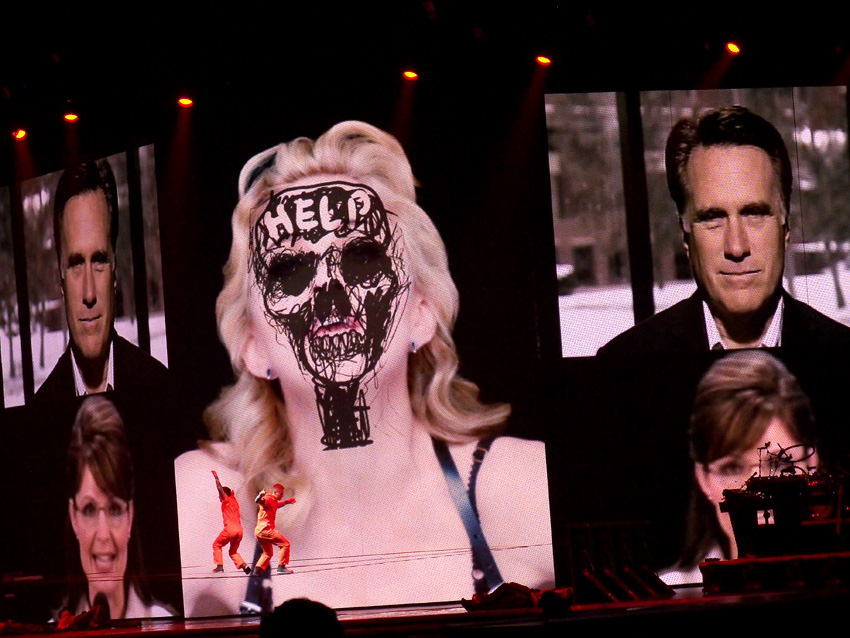
O interlúdio de "Nobody Knows Me", que comparava a política Marine Le Pen a Adolf Hitler, gerou controvérsia na França.

O interlúdio de "Nobody Knows Me", em que aparece a política Marine Le Pen com uma suástica no rosto antes de uma imagem de Adolf Hitler, recebeu fortes críticas da extrema-direita francesa. Le Pen respondeu acusando a cantora de ter roubado, e depois comprado, seus filhos adotivos. Além disso, referiu-se a mesma como uma "cantora velha" que "recorre a tais extremos para atrair publicidade", alegando que "suas canções já não fazem mais sucesso". Le Pen também ameaçou processar a cantora se esta não alterasse o vídeo durante os concertos em Paris e Nice. Em entrevista ao Le Parisien, declarou: "Se ela fizer isto na França, estaremos esperando-a". Ao decorrer do espetáculo em Paris, em 24 de julho, o interlúdio manteve-se inalterado, o que levou a Frente Nacional a abrir uma ação judicial contra a cantora por "insulto público". Florian Philippot, à época vice-presidente da Frente Nacional, considerou o ocorrido "um insulto muito grave" e acusou Madonna de "tentar atrair mais expectadores aos seus concertos". Por outro lado, Najat Vallaud-Belkacem, do Partido Socialista, classificou o incidente como "lamentável". Jean-Marie Le Pen sugeriu que sua filha exigisse de "madame Madonna" e dos organizadores da turnê uma indenização de US$ 1 milhão. No entanto, o grupo francês de combate ao racismo, SOS Racisme, manifestou-se a favor da cantora, descrevendo o vídeo como uma declaração "claramente antirracista e feminista". Madonna tentou apaziguar a controvérsia ao afirmar que seu objetivo não era "fazer inimigos", mas sim "promover a tolerância". De acordo com o The Hollywood Reporter, a polêmica impactou negativamente a comercialização de ingressos em Nice, resultando na distribuição gratuita de 4,400 ingressos. Durante o espetáculo, a suástica no vídeo foi substituída por um ponto de interrogação, o que foi elogiado por Gael Nofri, porta-voz de Le Pen, ao afirmar que a mudança demonstrou que seus argumentos prevaleceram, considerando isso uma "excelente notícia".
Durante o concerto em Washington, D.C., Madonna apoiou abertamente a reeleição do então presidente Barack Obama, a quem se referiu como um "muçulmano negro". Seguidamente, a cantora esclareceu seus comentários, dizendo que estava sendo irônica: "Eu sei que Obama não é muçulmano, embora muitas pessoas neste país acreditem que ele seja. E se fosse?". Madonna recebeu aplausos e vaias em Louisiana, um estado com uma presença significativa de liberais e conservadores, após expressar apoio a Obama. Para acalmar o público, enfatizou a importância de valorizar o direito ao voto, independentemente de preferências políticas. Durante um dos concertos em Los Angeles, a artista dedicou a cantora "Human Nature" a Malala Yousafzai, uma jovem paquistanesa de 14 anos que foi alvejada por membros do Talibã por ter defendido o seu direito à educação. A qual declarou: "Isso me fez chorar. Uma jovem de 14 anos que escrevia um blog sobre como era ir à escola [...] vocês têm noção de quão isso é doentio? Apoiem a educação, apoiem as mulheres". A cantora também pintou o nome da paquistanesa nas costas, o ocorrido repercutiu no Paquistão, onde alguns usaram o Twitter para manifestar desaprovação ao gesto.

### Armas de fogo e nudez
O uso de armas de fogo nas apresentações de "Revolver" e "Gang Bang" geraram críticas. Na Escócia, Madonna contrariou uma restrição local que proibia o uso de armas cenográficas no palco, desconsiderando os avisos emitidos apenas 36 horas antes do tiroteio ocorrido em um cinema no Colorado. A cantora ironizou a restrição ao dizer que "por causa das leis locais, existe a possibilidade de suspenderem o concerto. Se isso acontecer, enviem uma mensagem aos deputados locais!". Um representante da Mothers Against Guns classificou as apresentações como "de mau gosto" e acrescentou que, à luz dos acontecimentos no Colorado, são ainda mais inconvenientes. Ressaltando que Madonna deveria estar ciente disso. O uso de armas chamou atenção durante o concerto em Denver. Peter Burns, figura pública do Mile High Sports, disse que ficou "surpreso", acrescentando: "Era possível perceber as pessoas se entreolhando [...] ouvir termos como 'Colorado', 'Aurora', 'Shooting' [...] [foi] um pouco perturbador. Notei que algumas pessoas se levantaram, pegaram seus pertences e foram embora". Liz Rosenberg, por sua vez, declarou ao HuffPost que "Madonna preferiria cancelar o espetáculo em vez de comprometer sua liberdade artística. Desde o início de sua carreira, ela lutou contra aqueles que tentavam impor restrições sobre o que podia ou não fazer. E isso não vai mudar agora". Em entrevista ao Good Morning America, a artista afirmou que não faria alterações nos números, explicando que "seria como pedir para que evitassem o uso de armas em filmes de ação". Acrescentando ainda que:

"Sou contra a violência e o uso de armas, os vejo como símbolos de uma tentativa de demonstrar força e de lidar com emoções que considero ofensivas ou prejudiciais. Quero combater as mentiras, a hipocrisia religiosa, a intolerância cultural e aliviar a dor de desilusões vividas ao longo da minha trajetória".

Apesar da controvérsia, a recepção crítica sobre o segmento foi variável; Neil McCormick considerou-o "bastante violento", mas destacou que "é inegável que a agressividade se harmoniza com a cantora". Já Gary Flockhart achou-o "interessante de assistir, embora de mau gosto". Andrew Matson avaliou que a intensidade da violência apresentada no ato foi "tão exagerada que acabou por ofuscar o restante do espetáculo". Mark Segal Kemp notou que esse momento levou alguns espectadores a deixarem o local, enquanto Ross Raihala destacou que "a atmosfera sombria pairou sobre grande parte da primeira metade do concerto". Marc-André Lemieux elogiou Madonna, destacando que sua agressividade transmitia determinação.
A apresentação de "Human Nature" gerou polêmica devido ao striptease feito pela cantora. Durante o concerto na Turquia, a cantora mostrou um de seus mamilos; já em Roma, as nádegas. Andy Cohen disse que os seios à mostra de Madonna já era "algo ultrapassado". Enquanto, Deepti Jakhar ao India Today, sugeriu que a mesma estava "desesperada" por atenção, comparando o ocorrido ao incidente de Janet Jackson no Super Bowl de 2004. Annie Barrett, do Entertainment Weekly, sugeriu que o gesto da cantora em Roma era "tão falso quanto o programa House Hunters". Amy Odell, do BuzzFeed, saiu em defesa da artista em um artigo intitulado "deixem os mamilos de Madonna em paz", enfatizando que "quando o envelhecimento, essa coisa inevitável da vida, ocorre, a sociedade impõe que as mulheres portem-se de determinada forma. Céus! Mulheres de 53 anos continuam tendo seios e... desejos sexuais!".

### Concerto no teatro Olympia

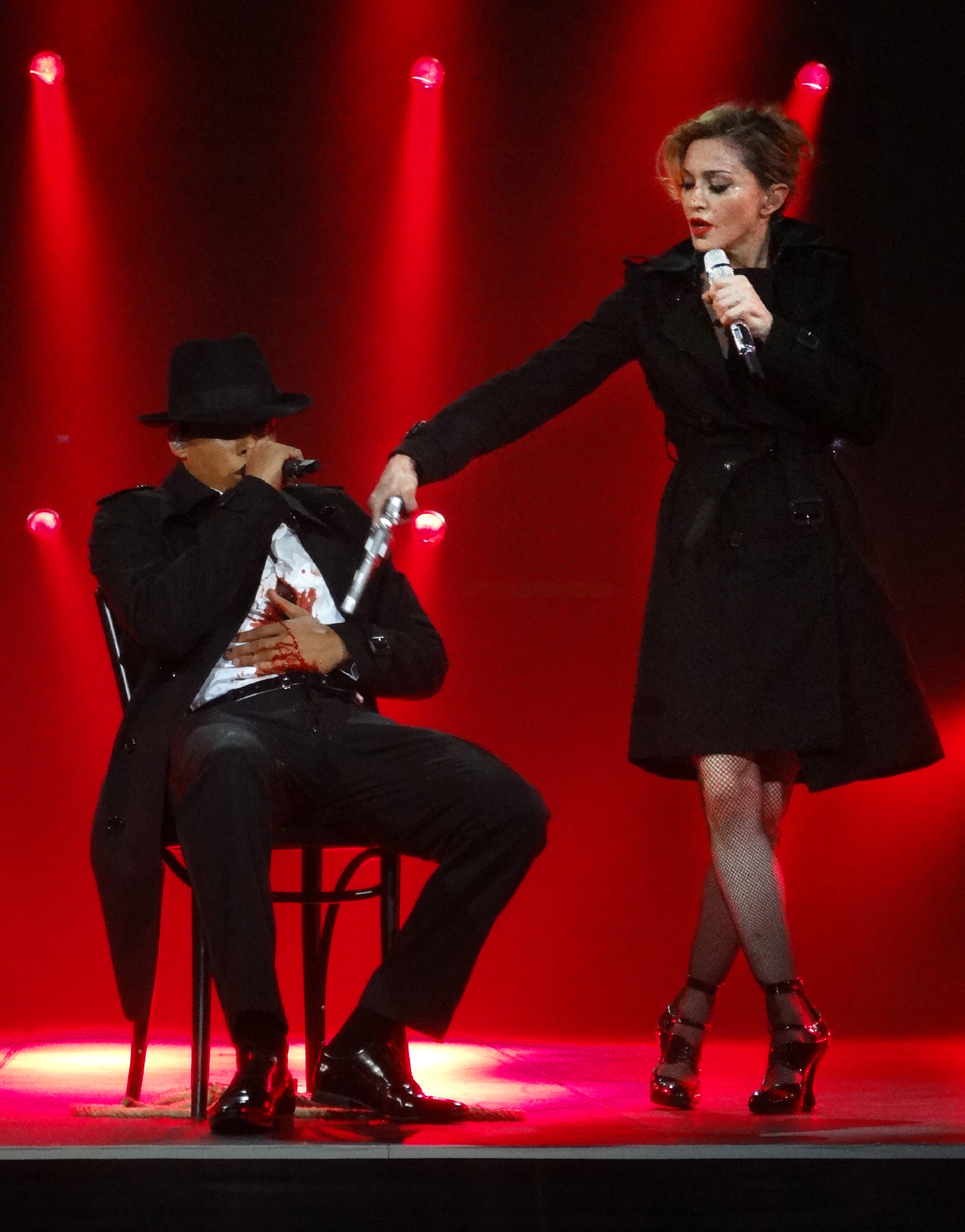
Madonna apresentando uma mescla-musical de "Die Another Day" (2002) e "Beautiful Killer" no dia 17 de julho no teatro Olympia em Paris, o concerto foi criticado por fãs em razão de sua curta duração.

Em 17 de julho, foi anunciado que a cantora realizaria uma "apresentação única e de caráter intimista" no teatro Olympia, em Paris, no dia 26 daquele mês. Foi descrita como uma forma de Madonna "honrar o seu amor pelos artistas franceses, pelo cinema francês e um tributo à rica tradição que a França tem de acolher e inspirar artistas". Os ingressos para a apresentação foram inicialmente disponibilizados aos integrantes do fã-clube oficial da cantora em 18 de julho e, três dias após, para o público em em geral, com um limite de duas entradas por pessoa. Em virtude de uma "grande procura por ingressos", o espetáculo foi transmitido ao vivo pelo canal LoveLive no YouTube; Toby L, diretor criativo do canal, declarou: "Realizamos com alegria uma transmissão global de uma das artistas mais icônicas do mundo em uma ocasião tão única e intimista [...] o evento reflete o propósito central da série musical LoveLive, que busca destacar os artistas mais renomados do cenário artístico global". As canções apresentadas no concerto consistiram em uma mescla-musical de "Die Another Day" (2002) e "Beautiful Killer" (2012), além de uma versão cover de "Je t'aime... moi non plus" (1969), de Serge Gainsbourg.
O concerto foi criticado por fãs e espectadores, muitos dos quais pagaram mais de 280 euros ou passaram a noite na rua para comprar ingressos. As críticas mais recorrentes deram-se ao fato do espetáculo durar apenas 45 minutos. Após o seu término, o público manifestou insatisfação com vaias e insultos, enquanto uma multidão exigia reembolso nas proximidades do local. Os fãs utilizaram as redes sociais como meio para expor sua insatisfação; a transmissão do evento no YouTube acumulou mais de 12 mil dislikes no dia seguinte. As críticas também foram direcionadas ao discurso político da cantora. Após a repercussão negativa, a publicitária Liz Rosenberg emitiu um comunicado em que afirmava que "[o concerto] não foi divulgado como uma apresentação íntegra da turnê e houve um esforço significativo para manter os preços dos ingressos acessíveis. Madonna já se apresentou em boates, cuja duração máxima era de 45 minutos". A cantora abordou diretamente a controvérsia:

"Apresentar-se no Olympia foi uma experiência especial e emocionante, um verdadeiro prazer em estar próxima dos meus fãs. No entanto, após o encerramento do concerto, alguns indivíduos que não são meus fãs invadiram o palco e arremessaram garrafas plásticas. A imprensa deu ênfase a esse incidente, mas nada pode estragar a importância deste evento para mim. Ao olhar para a plateia, vi que todos estavam sorrindo. Espero vivenciar isso novamente".

### Pussy Riot e direitos LGBT na Rússia
Sei que toda história tem diferentes perspectivas, e não quero desrespeitar a igreja ou o governo. Contudo, acredito que Masha, Katya e Nadya fizeram algo corajoso, pelo qual já enfrentaram as consequências. Minha esperança é pela liberdade delas.

— Opinião de Madonna sobre a sentença das integrantes do Pussy Riot.
Os concertos de Madonna em território russo foram alvos de controvérsias, quando questionada sobre a prisão das cinco integrantes do grupo feminista Pussy Riot, respondeu: "Sou contra a censura e sempre defendi a liberdade de expressão em minha carreira. Considero injusto o que está acontecendo com elas e espero que não tenham que cumprir os sete anos de sentença [...] acredito que a arte deve ser política e refletir, historicamente, os acontecimentos sociais". Durante o espetáculo em Moscou, a artista fez uso de uma balaclava, acessório frequentemente usado pelas integrantes do grupo, além de estar escrito em suas costas as palavras "Pussy Riot". Após a iniciativa de Madonna, outros artistas, como Paul McCartney e Peter Gabriel, também demonstraram apoio ao conjunto. Pussy Riot, através de um tuíte, escreveu: "QUERIDA MADONNA! Nós a amamos e acreditamos que, neste momento, você pode estar fazendo história na Rússia. Agradecemos e enviamos uma infinidade de orações como forma de retribuição!". Contudo, o vice-primeiro-ministro Dmitry Rogozin se irritou com o apoio da cantora, chamando-a de "puta velha". Em 17 de agosto, as integrantes do Pussy Riot foram consideradas culpadas de hooliganismo e sentenciadas a dois anos de prisão. No texto publicado em seu site, Madonna disse: "Eu protesto contra a sentença de dois anos imposta ao Pussy Riot por expressarem suas opiniões políticas durante uma apresentação de 40 segundos [...] faço um apelo a todos que defendem a liberdade a manifestarem-se contra essa injustiça".
O segundo concerto em São Petersburgo foi, consequentemente, alvo de ameaças terroristas, o que levou a Embaixada dos Estados Unidos a emitir um alerta formal aos espectadores; Liz Rosenberg, porta-voz de Madonna, declarou que o espetáculo seguiria conforme o planejado, com as autoridades russas intensificando as medidas de segurança. A cantora havia anunciado em sua página oficial no Facebook que pretendia abordar a polêmica lei anti-LGBTQ da Rússia. Antes da apresentação, foram distribuídas pulseiras cor-de-rosa aos espectadores como forma de demonstrar solidariedade à comunidade LGBT. Entre as canções "Open Your Heart" e "Masterpiece", a cantora fez um discurso em que destacou a democracia, o amor e a liberdade, enquanto fez uma comparação entre as lutas da comunidade LGBT e as de Martin Luther King Jr. em prol da igualdade. Em 17 de agosto, foi divulgado que ativistas russos contrários aos direitos LGBT iriam processar Madonna em US$ 10,4 milhões por "propagar a homossexualidade" e ter "ofendido seus valores" durante o concerto. Um dos dez ativistas declarou que "[Madonna] havia sido advertida de que deveria se portar de acordo com a lei, e a ignorou. Por isso teremos de falar a linguagem do dinheiro". Outro expressou preocupação de que, após o espetáculo, "talvez algum menino se torne gay, alguma menina lésbica, menos crianças nasçam por causa disso, e este grande país não possa defender suas fronteiras". Em novembro de 2012, as acusações foram integralmente rejeitadas. Três anos depois, Madonna disse ao Entertainment Weekly que não voltaria a se apresentar na Rússia em razão das políticas do país relacionadas aos direitos dos homossexuais. Em julho de 2020, Madonna revelou que, oito anos após o ocorrido, o governo russo havia lhe aplicado uma multa de US$ 1 milhão, a qual nunca pagou.

## Gravações e transmissões

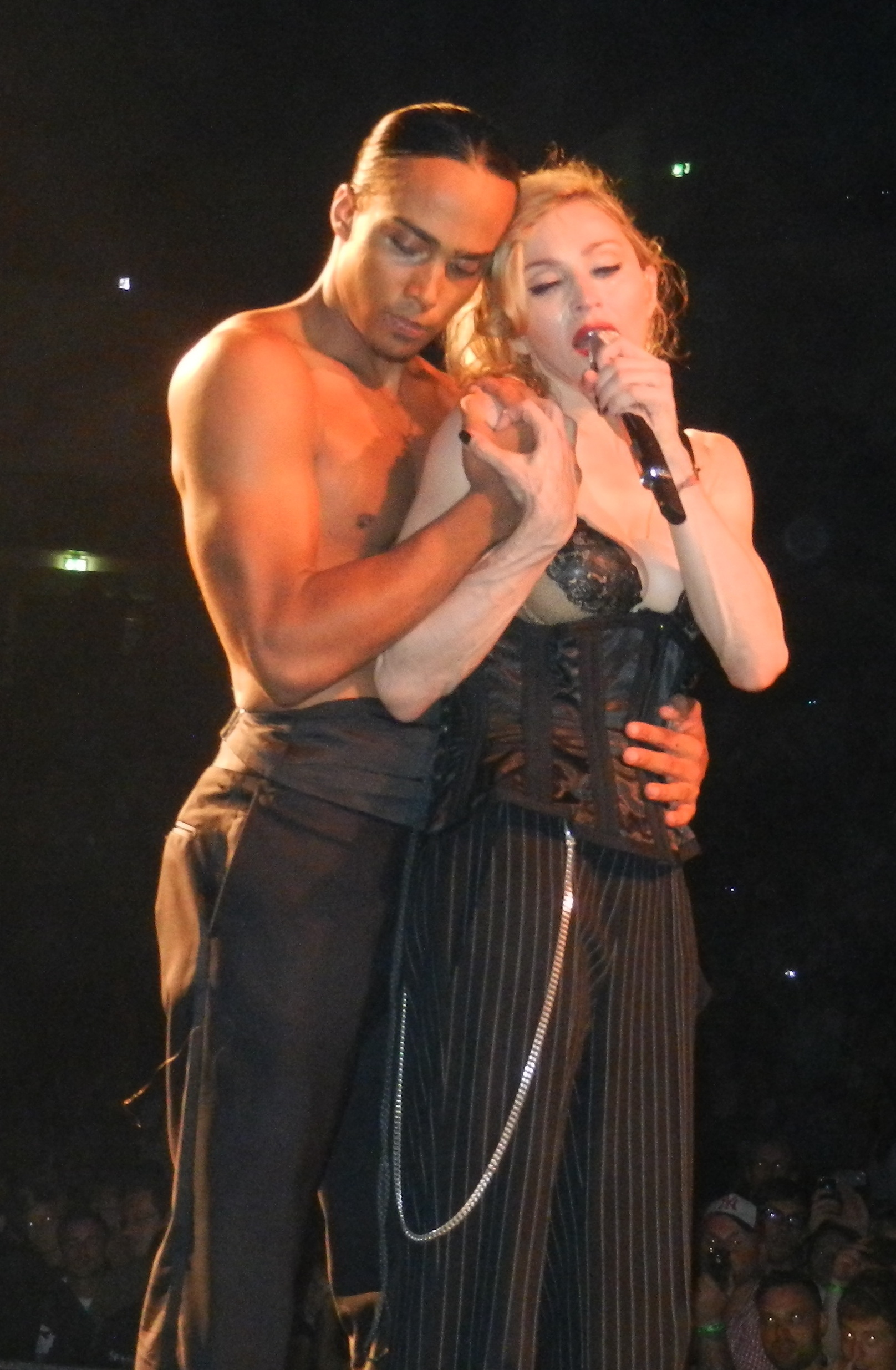
Madonna ao lado de um dançarino apresentando "Like a Virgin".

Em 25 de maio, o Algemeiner Journal divulgou que, como parte de um acordo exclusivo para transmitir um especial cobrindo a noite de abertura da turnê, Conan O'Brien viajaria para Israel para apresentar o seu talk show. O segmento exibido mostrava o comediante Billy Eichner entrevistando transeuntes em Nova Iorque e Israel sobre temas como a crise nuclear iraniana, as relações entre Estados Unidos e Israel, além de perguntar se planejavam comparecer ao concerto. Em outubro, foi ao ar uma matéria no talk show de Conan, a qual Eichner teve a chance de conhecer a cantora enquanto a mesma ensaiava no Yankee Stadium em setembro. Um vídeo sobre os bastidores da turnê gravado em Roma, intitulado Inside The DNA of MDNA, foi publicado na conta oficial de Madonna no YouTube em 9 de julho de 2012. O concerto do dia 26 de julho no L'Olympia, em Paris, foi transmitido ao vivo pela mesma plataforma.
Em 9 de novembro de 2012, Madonna anunciou que o registro oficial da turnê seria gravado durante os concertos dos dias 19 e 20 na American Airlines Arena, em Miami. Inicialmente, desejava que as gravações ocorressem durante os dois espetáculos na Colômbia, mas devido a conflitos na agenda dos diretores impediram que isso acontecesse. Sob a direção de Danny B. Tull e Stephane Sennour, Madonna: The MDNA Tour teve sua estreia mundial em uma exibição especial no Paris Theater, em Nova Iorque, no dia 18 de junho, contando com a presença da própria Madonna. Quatro dias depois, foi ao ar no canal a cabo Epix. MDNA World Tour foi lançado em 10 de setembro de 2013, disponível em diversos formatos, incluindo álbum ao vivo de disco duplo, DVD e Blu-ray. Foi recebido com críticas mistas: enquanto alguns destacaram a tecnicidade e os efeitos visuais do concerto, outros apontaram a ausência de sucessos de Madonna. Apesar disso, tornou-se o sexto álbum de vídeo consecutivo e o décimo da cantora a alcançar o topo da parada Top Music Videos da Billboard.

## Repertório
Lista de canções presentes no repertório de acordo com várias fontes.
Bloco I: Transgression
1. "Virgin Mary" (introdução; contém elementos de "Salmo 91" e "Birjina Gaztetto Bat Zegoen")
2. "Girl Gone Wild" (contém elementos de "Material Girl" e "Give It 2 Me")
3. "Revolver"
4. "Gang Bang"
5. "Papa Don't Preach"
6. "Hung Up" (contém elementos de "Girl Gone Wild" e "Sorry")
7. "I Don't Give A"
8. "Best Friend" / "Heartbeat" (interlúdio)

Bloco II: Prophecy
1. "Express Yourself" (contém trechos de "Born This Way" e "She's Not Me")
2. "Give Me All Your Luvin'" (remix de Just Blaze)
3. "Radio Dial Static Medley" (interlúdio; contém elementos de "Holiday", "Into the Groove", "Lucky Star", "Like a Virgin", "4 Minutes", "Ray of Light" e "Music")
4. "Turn Up the Radio"
5. "Open Your Heart" / "Sagarra Jo!"
6. "Masterpiece"

Bloco III: Masculine/Feminine
1. "Justify My Love" (remix de William Orbit; interlúdio)
2. "Vogue"
3. "Candy Shop" (contém elementos de "Ashamed of Myself" e trechos de "Erotica")
4. "Human Nature"
5. "Like a Virgin" (contém elementos de "Evgeni's Waltz")

Bloco IV: Redemption
1. "Nobody Knows Me" (remix; interlúdio)
2. "I'm Addicted"
3. "I'm a Sinner" (contém elementos de "Cyber-Raga")
4. "Like a Prayer" (contém elementos de "De Treville-n Azken Hitzak")
5. "Celebration" (contém elementos de "Girl Gone Wild" e "Give It 2 Me")

Notas
- Durante alguns concertos nas Américas, Madonna cantou "Holiday" e "Love Spent".[20][38][51][87]
- Durante o concerto em San Jose, no dia 6 de outubro, Madonna cantou "Everybody" em comemoração ao 30.º aniversário da canção.[83]
- Durante o concerto em Nova Iorque, no dia 13 de novembro, Psy se apresentou com Madonna durante uma mescla-musical de "Gangnam Style", "Give It 2 Me" e "Music".[173]
- Durante o concerto na Cidade do México, no dia 25 de novembro, Madonna cantou "Spanish Lesson".[174]
- Durante o concerto em Buenos Aires, no dia 13 de dezembro, Madonna cantou "Don't Cry for Me Argentina".[175]
- Por conta de falhas técnicas ocasionadas pelas chuvas intensas, o concerto em Santiago, no dia 19 de dezembro, foi iniciado pelo segmento Prophecy.[176]
- Durante o concerto em Córdova, no dia 22 de dezembro, uma falha no gerador causou um apagão por 40 minutos. Como resultado, "Masterpiece" e "Justify My Love" não foram apresentadas. Para contornar a situação, Madonna improvisou uma versão de "Holiday" usando um megafone.[177]

## Datas
| Data (2012)  | Cidade          | País                   | Local                     | Ato(s) de abertura | Público         | Receita       |
| ------------ | --------------- | ---------------------- | ------------------------- | ------------------ | --------------- | ------------- |
| 31 de maio   | Ramat Gan       | Israel                 | Itztadion Ramat Gan       | Martin Solveig     | 33,457 / 33,457 | US$ 4,339,876 |
| 3 de junho   | Abu Dhabi       | Emirados Árabes Unidos | du Arena                  | Benny Benassi      | 45,722 / 45,722 | US$ 8,053,500 |
| 4 de junho   | Abu Dhabi       | Emirados Árabes Unidos | du Arena                  | Benny Benassi      | 45,722 / 45,722 | US$ 8,053,500 |
| 7 de junho   | Istambul        | Turquia                | Nef Stadyumu              | Offer Nissim       | 47,789 / 47,789 | US$ 6,219,598 |
| 12 de junho  | Roma            | Itália                 | Stadio Olimpico           | Martin Solveig     | 36,658 / 36,658 | US$ 2,835,542 |
| 14 de junho  | Milão           | Itália                 | Stadio Giuseppe Meazza    | Martin Solveig     | 53,244 / 53,244 | US$ 5,624,570 |
| 16 de junho  | Florença        | Itália                 | Stadio Artemio Franchi    | Martin Solveig     | 42,434 / 42,434 | US$ 4,252,680 |
| 20 de junho  | Barcelona       | Espanha                | Palau Sant Jordi          | Martin Solveig     | 33,178 / 33,178 | US$ 3,893,274 |
| 21 de junho  | Barcelona       | Espanha                | Palau Sant Jordi          | Martin Solveig     | 33,178 / 33,178 | US$ 3,893,274 |
| 24 de junho  | Coimbra         | Portugal               | Estádio Cidade de Coimbra | Martin Solveig     | 33,597 / 33,597 | US$ 3,156,022 |
| 28 de junho  | Berlim          | Alemanha               | O2 World                  | Martin Solveig     | 25,481 / 25,481 | US$ 3,679,378 |
| 30 de junho  | Berlim          | Alemanha               | O2 World                  | Martin Solveig     | 25,481 / 25,481 | US$ 3,679,378 |
| 2 de julho   | Copenhague      | Dinamarca              | Parken Stadion            | Martin Solveig     | 29,416 / 29,416 | US$ 2,980,465 |
| 4 de julho   | Gotemburgo      | Suécia                 | Ullevi Stadion            | Martin Solveig     | 36,472 / 36,472 | US$ 4,510,807 |
| 7 de julho   | Amesterdã       | Países Baixos          | Ziggo Dome                | Martin Solveig     | 29,172 / 29,172 | US$ 3,777,245 |
| 8 de julho   | Amesterdã       | Países Baixos          | Ziggo Dome                | Martin Solveig     | 29,172 / 29,172 | US$ 3,777,245 |
| 10 de julho  | Colônia         | Alemanha               | Lanxess Arena             | Martin Solveig     | 14,489 / 14,489 | US$ 1,775,841 |
| 12 de julho  | Bruxelas        | Bélgica                | Stade Roi-Baudoin         | Martin Solveig     | 36,778 / 36,778 | US$ 3,676,447 |
| 14 de julho  | Paris           | França                 | Stade de France           | Martin Solveig     | 62,195 / 62,195 | US$ 7,195,799 |
| 17 de julho  | Londres         | Inglaterra             | Hyde Park                 | LMFAO              | 54,140 / 54,140 | US$ 6,714,027 |
| 19 de julho  | Birmingham      | Inglaterra             | National Indoor Arena     | Alesso             | 11,684 / 11,684 | US$ 1,998,196 |
| 21 de julho  | Edimburgo       | Escócia                | Murrayfield Stadium       | Alesso             | 52,160 / 52,160 | US$ 4,974,731 |
| 24 de julho  | Dublin          | Irlanda                | Aviva Stadium             | Alesso             | 33,953 / 33,953 | US$ 3,175,497 |
| 26 de julho  | Paris           | França                 | L'Olympia                 | —                  | 2,576 / 2,576   | US$ 346,653   |
| 29 de julho  | Viena           | Áustria                | Ernst-Happel-Stadion      | Martin Solveig     | 33,250 / 33,250 | US$ 1,953,791 |
| 1 de agosto  | Varsóvia        | Polônia                | Stadion Narodowy          | Paul Oakenfold     | 38,699 / 38,699 | US$ 2,933,410 |
| 4 de agosto  | Kiev            | Ucrânia                | Olimpiiskyi Stadion       | Sebastian Ingrosso | 31,022 / 31,022 | US$ 4,893,317 |
| 7 de agosto  | Moscou          | Rússia                 | Olimpiyskiy               | Alesso             | 19,842 / 19,842 | US$ 4,074,400 |
| 9 de agosto  | São Petersburgo | Rússia                 | SKK Peterburgsky          | Alesso             | 19,079 / 19,079 | US$ 2,683,569 |
| 12 de agosto | Helsinque       | Finlândia              | Helsingin Olympiastadion  | Martin Solveig     | 42,760 / 42,760 | US$ 5,589,900 |
| 15 de agosto | Oslo            | Noruega                | Telenor Arena             | CLMD               | 18,631 / 18,631 | US$ 3,017,871 |
| 18 de agosto | Zurique         | Suiça                  | Letzigrund                | Martin Solveig     | 37,792 / 37,792 | US$ 4,989,192 |
| 21 de agosto | Nice            | França                 | Stade Charles-Ehrmann     | LMFAO              | 29,670 / 29,670 | US$ 2,386,311 |

| Data (2012)    | Cidade           | País           | Local                    | Ato(s) de abertura        | Público         | Receita        |
| -------------- | ---------------- | -------------- | ------------------------ | ------------------------- | --------------- | -------------- |
| 28 de agosto   | Filadélfia       | Estados Unidos | Wells Fargo Center       | Laidback Luke             | 15,741 / 15,741 | US$ 2,651,855  |
| 30 de agosto   | Montreal         | Canadá         | Bell Centre              | Martin Solveig            | 16,918 / 16,918 | US$ 3,457,482  |
| 1 de setembro  | Quebec           | Canadá         | Plaines d'Abraham        | Paul Oakenfold            | 70,569 / 70,569 | US$ 8,098,292  |
| 4 de setembro  | Boston           | Estados Unidos | TD Garden                | —                         | 13,995 / 13,995 | US$ 2,450,720  |
| 6 de setembro  | Nova Iorque      | Estados Unidos | Yankee Stadium           | Avicii                    | 79,775 / 79,775 | US$ 12,599,540 |
| 8 de setembro  | Nova Iorque      | Estados Unidos | Yankee Stadium           | Avicii                    | 79,775 / 79,775 | US$ 12,599,540 |
| 10 de setembro | Ottawa           | Canadá         | Scotiabank Place         | Paul Oakenfold            | 14,422 / 14,422 | US$ 2,371,994  |
| 12 de setembro | Toronto          | Canadá         | Air Canada Centre        | Paul Oakenfold            | 32,557 / 32,557 | US$ 7,458,188  |
| 13 de setembro | Toronto          | Canadá         | Air Canada Centre        | Paul Oakenfold            | 32,557 / 32,557 | US$ 7,458,188  |
| 15 de setembro | Atlantic City    | Estados Unidos | Boardwalk Hall           | Paul Oakenfold            | 12,207 / 12,207 | US$ 2,891,340  |
| 19 de setembro | Chicago          | Estados Unidos | United Center            | Paul Oakenfold            | 28,143 / 28,143 | US$ 5,102,880  |
| 20 de setembro | Chicago          | Estados Unidos | United Center            | Paul Oakenfold            | 28,143 / 28,143 | US$ 5,102,880  |
| 23 de setembro | Washington, D.C. | Estados Unidos | Verizon Center           | Benny Benassi             | 27,944 / 27,944 | US$ 4,860,428  |
| 24 de setembro | Washington, D.C. | Estados Unidos | Verizon Center           | Benny Benassi             | 27,944 / 27,944 | US$ 4,860,428  |
| 29 de setembro | Vancouver        | Canadá         | Rogers Arena             | Martin Solveig            | 28,500 / 28,500 | US$ 4,758,994  |
| 30 de setembro | Vancouver        | Canadá         | Rogers Arena             | Martin Solveig            | 28,500 / 28,500 | US$ 4,758,994  |
| 2 de outubro   | Seattle          | Estados Unidos | KeyArena                 | Martin Solveig            | 23,651 / 23,651 | US$ 3,723,405  |
| 3 de outubro   | Seattle          | Estados Unidos | KeyArena                 | Martin Solveig            | 23,651 / 23,651 | US$ 3,723,405  |
| 6 de outubro   | San Jose         | Estados Unidos | HP Pavilion              | Martin Solveig MiSha Skye | 25,907 / 25,907 | US$ 4,791,285  |
| 7 de outubro   | San Jose         | Estados Unidos | HP Pavilion              | Martin Solveig MiSha Skye | 25,907 / 25,907 | US$ 4,791,285  |
| 10 de outubro  | Los Angeles      | Estados Unidos | Staples Center           | Martin Solveig            | 29,015 / 29,015 | US$ 6,162,835  |
| 11 de outubro  | Los Angeles      | Estados Unidos | Staples Center           | Martin Solveig            | 29,015 / 29,015 | US$ 6,162,835  |
| 13 de outubro  | Las Vegas        | Estados Unidos | MGM Grand Garden Arena   | Martin Solveig            | 24,991 / 24,991 | US$ 7,188,879  |
| 14 de outubro  | Las Vegas        | Estados Unidos | MGM Grand Garden Arena   | Martin Solveig            | 24,991 / 24,991 | US$ 7,188,879  |
| 16 de outubro  | Phoenix          | Estados Unidos | US Airways Center        | MiSha Skye                | 13,239 / 13,239 | US$ 2,389,060  |
| 18 de outubro  | Denver           | Estados Unidos | Pepsi Center             | MiSha Skye                | 13,280 / 13,280 | US$ 2,135,835  |
| 21 de outubro  | Dallas           | Estados Unidos | American Airlines Center | Benny Benassi             | 14,360 / 14,360 | US$ 2,329,690  |
| 24 de outubro  | Houston          | Estados Unidos | Toyota Center            | Martin Solveig            | 24,797 / 24,797 | US$ 4,390,355  |
| 25 de outubro  | Houston          | Estados Unidos | Toyota Center            | Martin Solveig            | 24,797 / 24,797 | US$ 4,390,355  |
| 27 de outubro  | Nova Orleães     | Estados Unidos | New Orleans Arena        | Paul Oakenfold            | 14,498 / 14,498 | US$ 2,261,515  |
| 30 de outubro  | Kansas City      | Estados Unidos | Sprint Center            | Paul Oakenfold            | 14,108 / 14,108 | US$ 2,366,220  |
| 1 de novembro  | St. Louis        | Estados Unidos | Scottrade Center         | Paul Oakenfold            | 16,022 / 16,022 | US$ 2,449,110  |
| 3 de novembro  | Saint Paul       | Estados Unidos | Xcel Energy Center       | Paul Oakenfold            | 26,084 / 26,084 | US$ 4,229,005  |
| 4 de novembro  | Saint Paul       | Estados Unidos | Xcel Energy Center       | Paul Oakenfold            | 26,084 / 26,084 | US$ 4,229,005  |
| 6 de novembro  | Pittsburgh       | Estados Unidos | Consol Energy Center     | Paul Oakenfold            | 14,120 / 14,120 | US$ 2,358,670  |
| 8 de novembro  | Detroit          | Estados Unidos | Joe Louis Arena          | Paul Oakenfold            | 13,716 / 13,716 | US$ 1,833,154  |
| 10 de novembro | Cleveland        | Estados Unidos | Quicken Loans Arena      | Paul Oakenfold            | 16,487 / 16,487 | US$ 2,546,780  |
| 12 de novembro | Nova Iorque      | Estados Unidos | Madison Square Garden    | Martin Solveig            | 24,790 / 24,790 | US$ 4,846,665  |
| 13 de novembro | Nova Iorque      | Estados Unidos | Madison Square Garden    | Martin Solveig            | 24,790 / 24,790 | US$ 4,846,665  |
| 15 de novembro | Charlotte        | Estados Unidos | Time Warner Cable Arena  | Martin Solveig            | 13,817 / 13,817 | US$ 2,208,180  |
| 17 de novembro | Atlanta          | Estados Unidos | Philips Arena            | Paul Oakenfold            | 13,504 / 13,504 | US$ 2,379,792  |
| 19 de novembro | Miami            | Estados Unidos | American Airlines Arena  | Paul Oakenfold            | 27,976 / 27,976 | US$ 5,241,125  |
| 20 de novembro | Miami            | Estados Unidos | American Airlines Arena  | Paul Oakenfold            | 27,976 / 27,976 | US$ 5,241,125  |
| 24 de novembro | Cidade do México | México         | Foro Sol                 | Paul Oakenfold            | 84,382 / 84,382 | US$ 11,586,745 |
| 25 de novembro | Cidade do México | México         | Foro Sol                 | Paul Oakenfold            | 84,382 / 84,382 | US$ 11,586,745 |

| Data (2012)    | Cidade         | País      | Local                        | Ato(s) de abertura | Público                      | Receita         |
| -------------- | -------------- | --------- | ---------------------------- | ------------------ | ---------------------------- | --------------- |
| 28 de novembro | Medellín       | Colômbia  | Estadio Atanasio Girardot    | Paul Oakenfold     | 90,018 / 90,018              | US$ 14,741,104  |
| 29 de novembro | Medellín       | Colômbia  | Estadio Atanasio Girardot    | Paul Oakenfold     | 90,018 / 90,018              | US$ 14,741,104  |
| 2 de dezembro  | Rio de Janeiro | Brasil    | Parque dos Atletas           | Felguk             | 34,709 / 34,709              | US$ 4,332,428   |
| 4 de dezembro  | São Paulo      | Brasil    | Estádio do Morumbi           | Gui Boratto        | 85,255 / 85,255              | US$ 8,430,677   |
| 5 de dezembro  | São Paulo      | Brasil    | Estádio do Morumbi           | Gui Boratto        | 85,255 / 85,255              | US$ 8,430,677   |
| 9 de dezembro  | Porto Alegre   | Brasil    | Estádio Olímpico Monumental  | Fabrício Peçanha   | 42,524 / 42,524              | US$ 7,578,191   |
| 13 de dezembro | Buenos Aires   | Argentina | Estadio River Plate          | Laidback Luke      | 89,226 / 89,226              | US$ 10,820,041  |
| 15 de dezembro | Buenos Aires   | Argentina | Estadio River Plate          | Laidback Luke      | 89,226 / 89,226              | US$ 10,820,041  |
| 19 de dezembro | Santiago       | Chile     | Estadio Nacional             | Laidback Luke      | 47,625 / 47,625              | US$ 3,867,601   |
| 22 de dezembro | Córdova        | Argentina | Estadio Mario Alberto Kempes | Laidback Luke      | 48,133 / 48,133              | US$ 5,566,393   |
| Total          | Total          | Total     | Total                        | Total              | 2,212,345 / 2,212,345 (100%) | US$ 305,158,362 |

### Cancelamentos
| Data (2012)   | Cidade | País           | Local                    | Motivo              |
| ------------- | ------ | -------------- | ------------------------ | ------------------- |
| 11 de junho   | Zagreb | Croácia        | Stadion Maksimir         | Conflitos de agenda |
| 20 de outubro | Dallas | Estados Unidos | American Airlines Center | Laringite           |

## Créditos
O processo de elaboração da turnê atribuem os seguintes créditos pessoais:
Banda
- Madonna – idealização, vocais, guitarra
- Kiley Dean – vocais de apoio
- Nicki Richards – vocais de apoio
- Kevin Antunes – direção musical, teclados, programação
- Brian Frasier-Moore – bateria
- Ric'key Pageot – piano, teclados
- Monte Pittman – guitarra
- Jason Yang – violino
- Sean Spuehler – engenharia

Dançarinos
- Adrien Galo – dançarino
- Ali "Lilou" Ramdani – dançarino
- Brahim Zaibat – dançarino
- Chaz Buzan – dançarino
- Derrell Bullock – dançarino
- Drew Dollaz – dançarino
- Emilie Capel – dançarina
- Emilie Schram – dançarina
- Habby "Hobgoblin" Jacques – dançarino
- Kupono Aweau – dançarino
- Charles "Lil Buck" Riley – dançarino
- Loic "Speedylegz" Mabanza – dançarino
- Lourdes "Lola" Leon – dançarina
- Marion Molin – dançarina
- Marvin Gofin – dançarino
- Rocco Ritchie – dançarino
- Sasha Mallery – dançarina
- Sheik Mondesir – dançarino
- Stephanie Nguyen – dançarina
- Valeree Pohl – dançarino
- Vibez Henderson – dançarino
- Yaman "Yamsonite" Okur – dançarino
- Hayden Nickell – slackliner
- Jaan Roose – slackliner

Coreógrafos
- Alison Faulk – supervisão de coreografia
- Jason Young – supervisão de coreografia
- Megan Lawson – coreógrafa
- Derrell Bullock – coreógrafo
- Marvin & Marion – coreógrafos
- Swoop & Goofy – coreógrafos
- Ali "Lilou" Ramdani – coreógrafo
- Kalakan – coreógrafos
- Leesa Csolak – instrutora
- Damon Grant – instrutor
- Josh Greenwood – instrutor

Figurinos
- Arianne Phillips – estilista
- Jean Paul Gaultier – estilista
- Alexander Wang – estilista
- Jeremy Scott – estilista
- Linda Matthews – supervisão de figurinos
- Laura Morgan – assistente
- Terry Anderson – assistente
- Molly Rebuschatis – assistente de Arianne Phillips
- Phil Boutte – figurinista
- Natasha Paczkowski – ajustes em figurinos
- Crystal Thompson – ajustes em figurinos
- Graeme Kalbe – consultoria de compras
- Kareem James – consultoria de compras
- Jocelyn Goldstein – consultoria de compras
- Nicki Moody – consultoria de compras
- Marley Glassroth – consultoria de compras
- Seana Gordon – consultoria de compras
- Brianna Patterson – coordenação de figurinos
- Willie Leon – assistente de produção
- Alexis Hilferte Forte – assistente de produção

Figurinos adicionais
- Truth or Dare Intimates & Footwear
- Miu Miu
- Prada
- Brooks Brothers
- Adidas
- Y-3
- Dolce & Gabbana
- Dsquared2

Palco
- Jamie King – direção criativa
- Tiffany Olson – assistente
- Michel Laprise – direção
- Richmond Talauega – codireção
- Anthony Talauega – codireção
- Mark Fisher – arquitetura

Vestuário
- Tony Villaneuva – assistente de vestuário
- Lana Czajka – supervisão de vestuário
- Lisa Nishimura – vestiarista
- Renee Sola – vestiarista
- Julie Sola – vestiarista
- Pam Lewis – vestiarista
- Krystie Rodriguez – vestiarista
- Deb Cooper – vestiarista

Equipe
- Tres Thomas – direção
- Frankie Enfield – empresário
- Jason Milner – supervisão
- Cynthia Oknaian – supervisão de ingressos
- Jill McCutchan – assistente
- Gingi Levin – assistente
- Rafael Pagan – assistente
- Andy LeCompte – cabeleireiro
- Gina Brooke – maquiadora
- Jean-Michel Ete – fisioterapeuta
- Courtney Rousso – agente de reservas
- Jerry Meltzer – segurança
- Didier Meert – segurança
- Huge Rodriguez – segurança
- Marco Pernini – cozinheiro
- Mayumi Niimi – cozinheiro
- Michelle Peck – esteticista, massagista
- Nicole Winhoffer – instrutor pessoal
- Suzanne Lynch – fisioterapeuta
- Abel Meza – motorista